# サトル・ニシタ
サトル・ニシタ（Satoru Nishira, 1927年7月4日-2013年7月16日）は、日系アメリカ人のランドスケープアーキテクトで、サンフランシスコに拠点を置いていた設計事務所Lawrence Halprin＆Associatesのパートナーの一人であった。
米国オレゴン州ポートランドにあるラブジョイ・ファウンテンパーク （担当パートナー）やアイラケラー・ファウンテンなど、ローレンス・ハルプリンのいくつかのプロジェクトを日米で担当した。
彼は会社の共同創設者であるハルプリンの親しい友人であった。
アメリカ造園家協会（ASLA）のフェロー。

## 経歴と人物
1927年7月4日にカリフォルニア州カストロビルで生まれる。
カリフォルニア州のカストロビルとサンファンバウティスタで育つ。
両親はニンニク農場を経営。
第二次世界大戦中、一家はアリゾナ州ポストンの日本の収容所に移された。
そこでポストン高等学校をインターンキャンプで卒業。
家族で強制収容所から釈放されたその後Chicago Alliedで働くが、キャンプビールに仕えて合衆国武装隊に入隊。軍曹のランクまで昇進して、米国の第6陸軍医療隊に勤務。1947年に退職し、GIの下でカリフォルニア大学バークレー校に入学。バークレー校でランドスケープアーキテクチャーを学ぶ。そこで彼はLeland VaughnとRobert Burton Litton、Jr.の教えに影響され、絵を描くことへの熱意を育み、このことが環境に対する関心の高まりを助長していった。またトーマス・チャーチ（Thomas Church）およびハルプリンらの教えは、描画能力および環境精神を育むのに役立った。そして、自然環境の性格を理解し、環境における重大な問題や機会を認識することに向けてスケッチすることの重要性を認識する。
学生時代には友人のアリアキ・イノウエらと造園設計事務所Eckbo、Royston＆Williamsでも従事した。
GI法案により1951年にカリフォルニア大学バークレー校を卒業し、ランドスケープアーキテクチャーの理学士号(BS Agricultural Science '51）を取得。
同年、結婚。妻との間に5人の娘がいる。
卒業した年、同級生のJean Walton、Don Carter、Richard VignoloらともにLawrence Halprin＆Associatesに入社。Halprin社の最初の従業員である。
そして夏休みをシエラネバダで過ごし、スケッチの才能をさらに伸ばしてデザインを定式化し洗練していく。1984年にそのスケッチの多くは建築家とデザイナーのためのビジュアルノートとして発表されている(Notes for Architects and Designers)
1964年にはハルプリンの会社のプリンシパルに就任。リードランドスケープアーキテクトとしての彼のプロジェクトには、ポートランド・オープンスペースシーケンスやデンバー・スカイラインパーク、バビ・ヤール・パーク(Babi Yar Park)、カリフォルニア大学デービス校キャンパス等がある。
ミシガン州フリントのリバーバンク公園のリードデザイナー時の1976年にハルプリンがオフィスを閉鎖したため、Don Carter、William Hull、Byron McCulleyらとCHNMBアソシエイツを結成。リバーバンク公園はCHNMB Associatesによって完成された。
その後、ニシダ・アンド・カーター社を生涯の友人で同僚のドナルド・カーターと共に設立。
健康問題のために1990年代に引退。
2013年7月16日、カリフォルニア州ウォルナットクリークで死去。